# Liga mistrů UEFA 1996/1997
Sezóna 1996/97 byla 42. ročníkem Ligy mistrů UEFA a zároveň 5. ročníkem po přejmenování. Jejím vítězem se stal německý klub Borussia Dortmund.
Byl to třetí ze tří ročníků, kdy mistři zemí s nejhorším koeficientem nehráli předkolo Ligy mistrů, ale vstupovali do Poháru UEFA.

## Předkolo
Vítězové postupovali do základních skupin, poražení hráli 1. kolo Poháru UEFA.
| Domácí v 1. zápase      | Celkem | Hosté v 1. zápase       | 1. zápas | 2. zápas    |
| ----------------------- | ------ | ----------------------- | -------- | ----------- |
| Maccabi Tel Aviv        | 1–2    | Fenerbahçe SK           | 0–1      | 1–1         |
| Rangers FC              | 10–3   | PFK Alanija Vladikavkaz | 3–1      | 7–2         |
| Panathinaikos           | 1–3    | Rosenborg               | 1–0      | 0–3(prodl.) |
| IFK Göteborg            | 4–1    | Ferencváros             | 3–0      | 1–1         |
| Widzew Łódź             | (v)4–4 | Brøndby                 | 2–1      | 2–3         |
| Grasshopper Club Zürich | 6–0    | SK Slavia Praha         | 5–0      | 1–0         |
| Club Brugge KV          | 2–5    | FC Steaua București     | 2–2      | 0–3         |
| Rapid Wien              | 6–2    | FK Dynamo Kyjev         | 2–0      | 4–2         |

## Základní skupiny

### Skupina A
| Tým                | Z | V | R | P | VG | IG | +/- | B  |
| ------------------ | - | - | - | - | -- | -- | --- | -- |
| Auxerre            | 6 | 4 | 0 | 2 | 8  | 7  | +1  | 12 |
| AFC Ajax           | 6 | 4 | 0 | 2 | 8  | 4  | +4  | 12 |
| Grasshopper Zürich | 6 | 3 | 0 | 3 | 8  | 5  | +3  | 9  |
| Rangers FC         | 6 | 1 | 0 | 5 | 5  | 13 | -8  | 3  |

### Skupina B
| Tým                 | Z | V | R | P | VG | IG | +/- | B  |
| ------------------- | - | - | - | - | -- | -- | --- | -- |
| Atlético Madrid     | 6 | 4 | 1 | 1 | 12 | 4  | +8  | 13 |
| Borussia Dortmund   | 6 | 4 | 1 | 1 | 14 | 8  | +6  | 13 |
| Widzew Łódź         | 6 | 1 | 1 | 4 | 6  | 10 | -4  | 4  |
| FC Steaua București | 6 | 1 | 1 | 4 | 5  | 15 | -10 | 4  |

### Skupina C
| Tým                  | Z | V | R | P | VG | IG | +/- | B  |
| -------------------- | - | - | - | - | -- | -- | --- | -- |
| Juventus FC          | 6 | 5 | 1 | 0 | 11 | 1  | +10 | 16 |
| Manchester United FC | 6 | 3 | 0 | 3 | 6  | 3  | +3  | 9  |
| Fenerbahçe SK        | 6 | 2 | 1 | 3 | 3  | 6  | -3  | 7  |
| Rapid Wien           | 6 | 0 | 2 | 4 | 2  | 12 | -10 | 2  |

### Skupina D
| Tým          | Z | V | R | P | VG | IG | +/- | B  |
| ------------ | - | - | - | - | -- | -- | --- | -- |
| FC Porto     | 6 | 5 | 1 | 0 | 12 | 4  | +8  | 16 |
| Rosenborg    | 6 | 3 | 0 | 3 | 7  | 11 | -4  | 9  |
| AC Milán     | 6 | 2 | 1 | 3 | 13 | 11 | +2  | 7  |
| IFK Göteborg | 6 | 1 | 0 | 5 | 7  | 13 | -6  | 3  |

## Play off

### Čtvrtfinále
| Domácí v 1. zápase   | Celkem | Hosté v 1. zápase | 1. zápas | 2. zápas    |
| -------------------- | ------ | ----------------- | -------- | ----------- |
| Borussia Dortmund    | 4–1    | Auxerre           | 3–1      | 1–0         |
| Manchester United FC | 4–0    | FC Porto          | 4–0      | 0–0         |
| AFC Ajax             | 4–3    | Atlético Madrid   | 1–1      | 3–2(prodl.) |
| Rosenborg            | 1–3    | Juventus FC       | 1–1      | 0–2         |

### Semifinále
| Domácí v 1. zápase | Celkem | Hosté v 1. zápase    | 1. zápas | 2. zápas |
| ------------------ | ------ | -------------------- | -------- | -------- |
| Borussia Dortmund  | 2–0    | Manchester United FC | 1–0      | 1–0      |
| AFC Ajax           | 2–6    | Juventus FC          | 1–2      | 1–4      |

### Finále
| 28. května 1997 20:30                      |        |                          |                                                                         |
| Borussia Dortmund                          | 3 – 1  | Juventus FC              | Olympiastadion, Mnichov diváci: 59 000 rozhodčí: Sándor Puhl (Maďarsko) |
| Karl-Heinz Riedle 29', 34' Lars Ricken 71' | Report | Alessandro Del Piero 65' | Olympiastadion, Mnichov diváci: 59 000 rozhodčí: Sándor Puhl (Maďarsko) |

## Vítěz
| Liga mistrů UEFA 1996/97 Borussia Dortmund (1. titul) Stefan Klos – Jürgen Kohler, Matthias Sammer , Martin Kree, Stefan Reuter, Paul Lambert, Paulo Sousa, Jörg Heinrich, Andreas Möller, Michael Zorc, Karl-Heinz Riedle, Heiko Herrlich, Stéphane Chapuisat, Lars Ricken Trenér: Ottmar Hitzfeld |